# Bahlsen
Bahlsen est une entreprise allemande basée à Hanovre, elle produit principalement des gâteaux et des biscuits.

## Histoire
L'entreprise fut créée le 1er juillet 1889 par Hermann Bahlsen. 

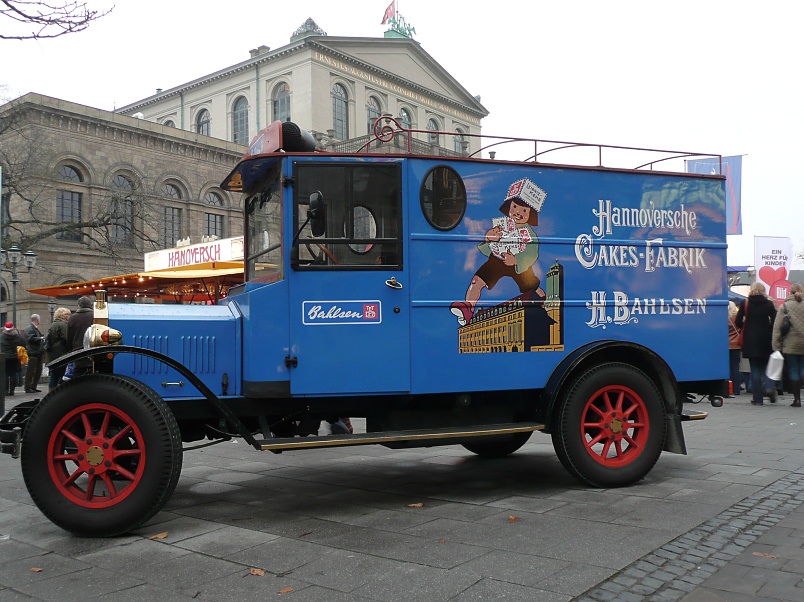
Camion publicitaire Bahlsen - Hanovre

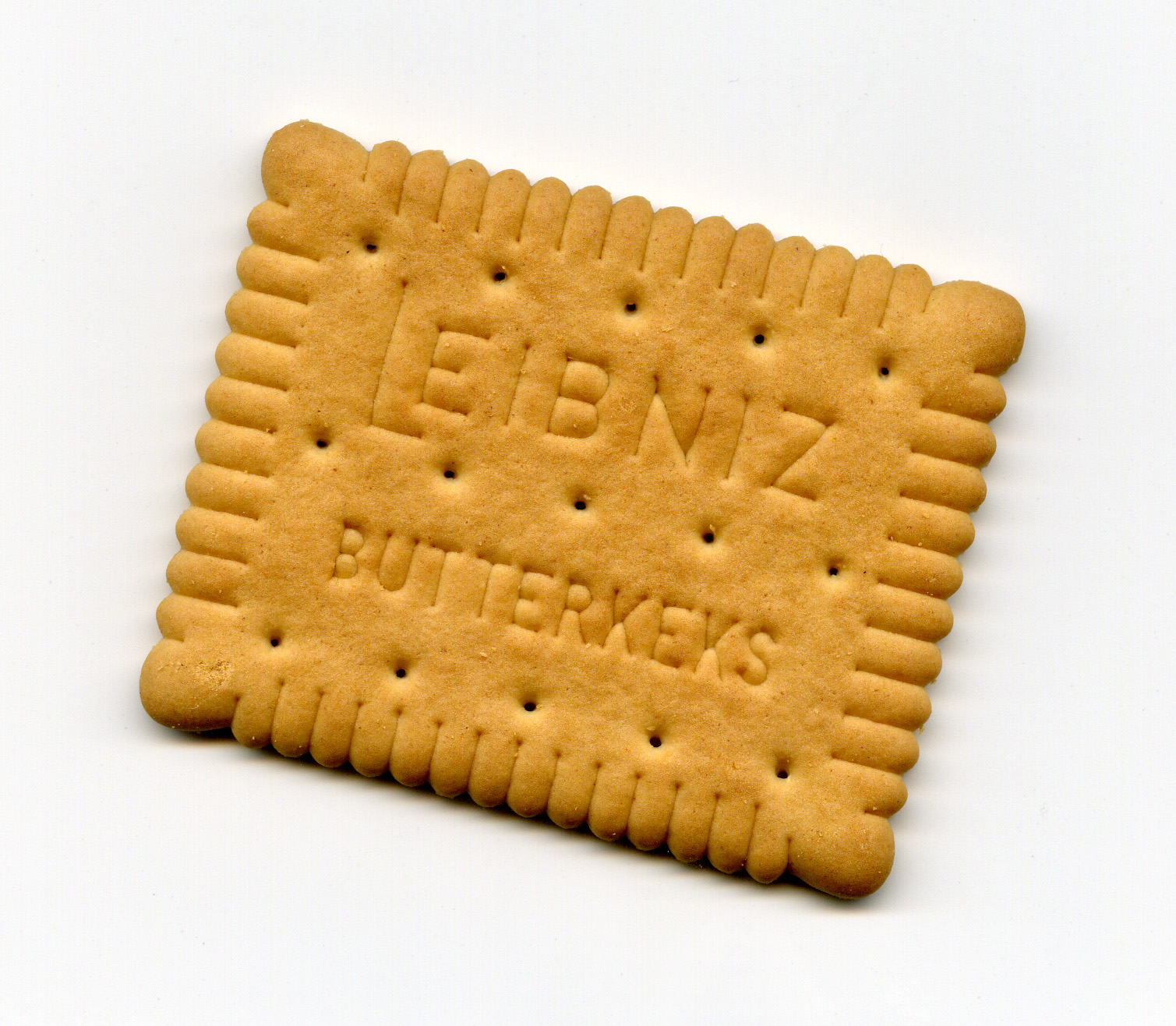
Biscuit Leibniz.

En 1913, l'entreprise compte plus de 200 employés, puis, de 1940 à 1945, à l'époque du nazisme, l'entreprise exploite des travailleurs forcés, dont la plupart des femmes polonaises et ukrainiennes forcées de vivre dans des baraquements. Confrontée à 60 plaintes de survivants en 2000, l'entreprise refuse leur indemnisation et atteint le rejet des plaintes en se fondant sur la prescription de pure forme. Près de 800 travailleurs forcés ont pu être identifiés comme ayant travaillé  pour l'entreprise de Hanovre, selon une étude réalisée par deux historiens, Manfred Grieger et Hartmut Berghoff, qui ont effectué leurs recherches à la demande de la famille Bahlsen. 
Bahlsen devient numéro 1 du marché allemand en 1953 et rachète la biscuiterie Saint-Michel en 1994 qui devient sa filiale française sous le nom Bahlsen Saint-Michel.
En 1999, à la suite de différends familiaux, la société est divisée en trois : le sucré (Bahlsen), le salé (Lorenz Bahlsen Snack-Gruppe, devenu en 2001 Lorenz Snack-World), l'immobilier et les autres marques du groupe (Soletti et Kelly, gérés depuis une holding suisse). Les derniers liens marketings entre Lorenz et Bahlsen sont coupés en 2001 et seule la société nouvelle Bahlsen peut se prévaloir de la marque Bahlsen.
Les biscuits Saint-Michel sont ensuite revendus en 2006 à Morina Baie Biscuits.

## Produits
- Petit beurre Leibniz
- Petit beurre au chocolat Leibniz Pick Up!
- Croissant de Lune (sablés aux noisettes)
- Page web des produits Bahlsen